# Confederación Española de Organizaciones de Mayores
La Confederación Española de Organizaciones de Mayores (CEOMA) es una organización española no gubernamental de carácter confederativo e intersectorial, de ámbito nacional, constituida para el servicio, la coordinación, el fomento y la defensa de los intereses de las personas mayores. Para ello está dotada de personalidad jurídica y plena capacidad de obrar para el cumplimiento de sus fines.
El IV Congreso Nacional de Organizaciones de Mayores celebrado en septiembre de 1999 en Santiago de Compostela recalcó en sus conclusiones que es imprescindible la unión de los mayores en plataformas de más amplia representación. El 1 de diciembre de 1999 en el Congreso de los Diputados 19 representantes de distintas organizaciones firmaban el acta fundacional de CEOMA. Los estatutos se aprobaron el 24 de febrero de 2000 y la asamblea constituyente se celebró el 4 de mayo de 2000.
En 2010 recibió el Premio Príncipe de Viana de la Atención a la Dependencia.